# آلوسترون
آلوسترون Alosetron (نام‌های تجاری: لوترونکس Lotronex; originator) یک آنتاگونیست 5-HT3 است که برای مدیریت سندرم روده تحریک پذیر (IBS) اسهالی شدید، تنها در زنان به کار می‌رود. آلوسترون در سال ۲۰۰۰ به خاطر عوارض گوارشی خطرناک و جدی، از دور خارج شد. در سال ۲۰۰۲ با دسترسی و مصرف محدود، دوباره به بازار بازگشت. 

## عوارض جانبی
شیوع تجمعی کولیت ایسکمیک ۲ در ۱۰۰۰ بود، و عوارض جدی ناشی از یبوست (انسداد، سوراخ، نهفتگی، megacolon سمی، ایسکمی کولون ثانویه، مرگ) ۱ در ۱۰۰۰ بود.
تاریخچه
آلوسترون در ابتدا توسط سازمان غذا و داروی ایالات متحده (FDA) در 9 فوریه 2000، پس از بررسی هفت ماهه تایید شد.[8] در زمان تایید اولیه، بررسی‌کنندگان سازمان غذا و داروی ایالات متحده (FDA) دریافتند که آلوسترون علائم را در 10% تا 20% بیماران بهبود می‌بخشد.
در مارس 2000 ارسال این دارو به داروخانه ها  آغاز شد. در 17 ژوئیه، یک متخصص بهداشت گزارشی را در مورد مرگ یک زن 50 ساله که از ایسکمی مزانتریک رنج می برد به FDA ارائه کرد. این گزارش آلوسترون را به عنوان "مظنون اصلی" در مرگ معرفی کرد.
آلوسترون در 28 نوامبر 2000 توسط GlaxoWellcome به‌دلیل بروز عوارض جانبی جدی تهدیدکننده زندگی، از جمله 5 مورد مرگ و جراحی‌های اضافی روده، از بازار خارج شد. FDA اعلام کرد که گزارش هایی از 49 مورد کولیت ایسکمیک و 21 مورد "یبوست شدید" در دست دارد که ده نفر از 70 بیمار تحت عمل جراحی قرار گرفتند و 34 نفر دیگر در بیمارستان ها معاینه شدند و بدون جراحی مرخص شدند. تا 17 نوامبر 2000، داروسازان تعداد 474115 نسخه برای آلوسترون پر کرده بودند. عوارض جانبی شدید ابن دارو همچنان گزارش می شد: با مجموع 84 مورد نهایی کولیت ایسکمیک، 113 مورد یبوست شدید، 143 بستری در بیمارستان و 7 مورد مرگ.

گروه های حامی بیماران، به ویژه گروه Lotronex Action Group و بنیاد بین المللی اختلالات عملکردی گوارشی (IFFGD) برای بازگشت این دارو لابی کردند. اما گروه تحقیقاتی سلامت شهروندان عمومی، یکی دیگر از گروه‌های حامی بیماران، با معرفی مجدد آن مخالفت کرد. اما در 7 ژوئن 2002، FDA تأیید یک برنامه دارویی جدید مکمل (sNDA) را اعلام کرد که به بازاریابی محدود لوترونکس (آلوسترون هیدروکلراید) اجازه می‌داد تا فقط زنان مبتلا به سندرم روده تحریک‌پذیر اسهال شدید (IBS) را درمان کند. در ابتدا در سال 2002 دستورالعمل‌های سخت‌گیرانۀ تجویز معرفی شدند، اما چند سال بعد در سال 2016 اندکی کاهش یافتند.
- Wikipedia contributors، "Alosetron،" Wikipedia، The Free Encyclopedia، http://en.wikipedia.org/w/index.php?title=Alosetron&oldid=497681982 (accessed June 15، 2012).
- "Lotronex and the FDA: a fatal erosion of integrity". Richard Horton. (2001). The Lancet 357 (9268): 1544–1545.
- Prometheus Laboratories Inc. Press Release of 7 November 2007.